# Futebol Clube do Porto (hockey su pista)
Il Futebol Clube do Porto è la sezione di hockey su pista della società polisportiva Futebol Clube do Porto fondata nel 1955 ed avente sede a Porto.
Nella sua storia ha vinto in ambito nazionale 25 campionati nazionali, 19 Coppe del Portogallo, 23 Supercoppe portoghesi e 2 Elite Cup. In ambito internazionale vanta 3 Euroleghe, 2 Coppe delle Coppe, 2 Coppa CERS, 2 Coppe Continentali e 1 Coppa Intercontinentale.
La squadra disputa le proprie gare interne presso la Dragão Caixa, a Porto.

## Storia

### Dalla fondazione agli anni settanta
La sezione di hockey su pista del Futebol Clube do Porto venne fondata nel 1955 (era già stata avviata nel 1924, ma senza grande successo, finendo per essere sospesa), su richiesta dei soci. Dopo aver militato due stagioni nel Regional do Norte in 2ª Divisão in club venne promosso in massima serie. Durante gli anni '50 e '60 del XX secolo il clun dei Dragões ottenne dei buoni piazzamenti senza tuttavia riuscire a vincere dei titoli. Durante la stagione 1969-1970 fece l'esordio nella massima competizione europea dove raggiunse le semifinali eliminato dagli spagnoli del Reus Deportiu futuri vincitori del torneo. Anche durante gli anni '70 vedranno il club posizionarsi nelle posizioni di vertice senza però cogliere alcuna vittoria; l'unica finale disputata in questo periodo rimase quella della Coppa del Portogallo 1978-1979 persa contro i rivali del Benfica.

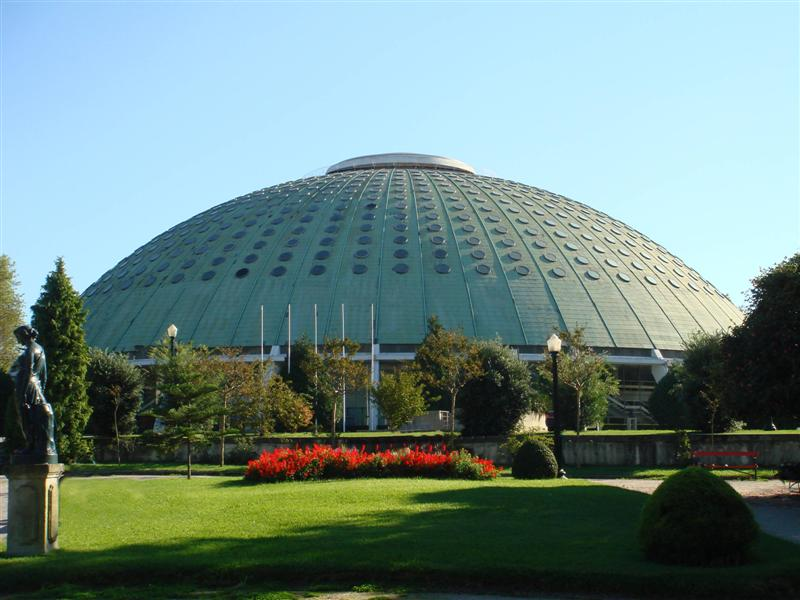
Pavilhão Rosa Mota, primo palasport del club

### Gli anni ottanta e novanta
La svolta per il club di Porto avvenne nel decennio successivo. Infatti dopo alcune buone stagioni ma senza risultati di rilievo, gli Azuis e Brancos vinsero il loro primo titolo centrando la vittoria nella Coppa delle Coppe 1981-1982 sconfiggendo in finale i connazionali dello Sporting CP. La stagione successiva vide il club trionfare per la prima volta la 1ª Divisão 1983 superando di soli due punti il Benfica; in bacheca arrivarono anche la prima coppa del Portogallo e la seconda coppa delle Coppe vinte entrambe superando il Benfica. In questo decennio il Porto dominerà le competizioni domestiche portoghesi arrivando a vincere ben sette titoli nazionali (1983, 1983-1984, 1984-1985, 1985-1986, 1986-1987, 1988-1989, 1989-1990), sei coppe nazionali (1982-1983, 1984-1985, 1985-1986, 1986-1987, 1987-1988, 1988-1989) e sette supercoppe portoghesi (1983, 1984, 1985, 1986, 1987, 1988, 1989). In ambito internazionale, dopo le due vittorie in Coppa delle Coppe, il Porto riuscì a vincere la Coppa dei Campioni 1985-1986, risultato centrato dopo aver eliminato in semifinale il temibile Barcellona e sconfiggendo in finale il Novara. La seconda vittoria nel massimo torneo continentale avvenne nella stagione del 1989-1990 contro gli spagnoli del Noia.

Durante il decennio successivo il Porto riuscirà a centrare ancora tre titoli portoghesi (1990-1991, 1998-1999, 1999-2000); in ambito europeo arriveranno le vittorie nella Coppa CERS 1993-1994 e nel 1995-1996.

## Palmarès

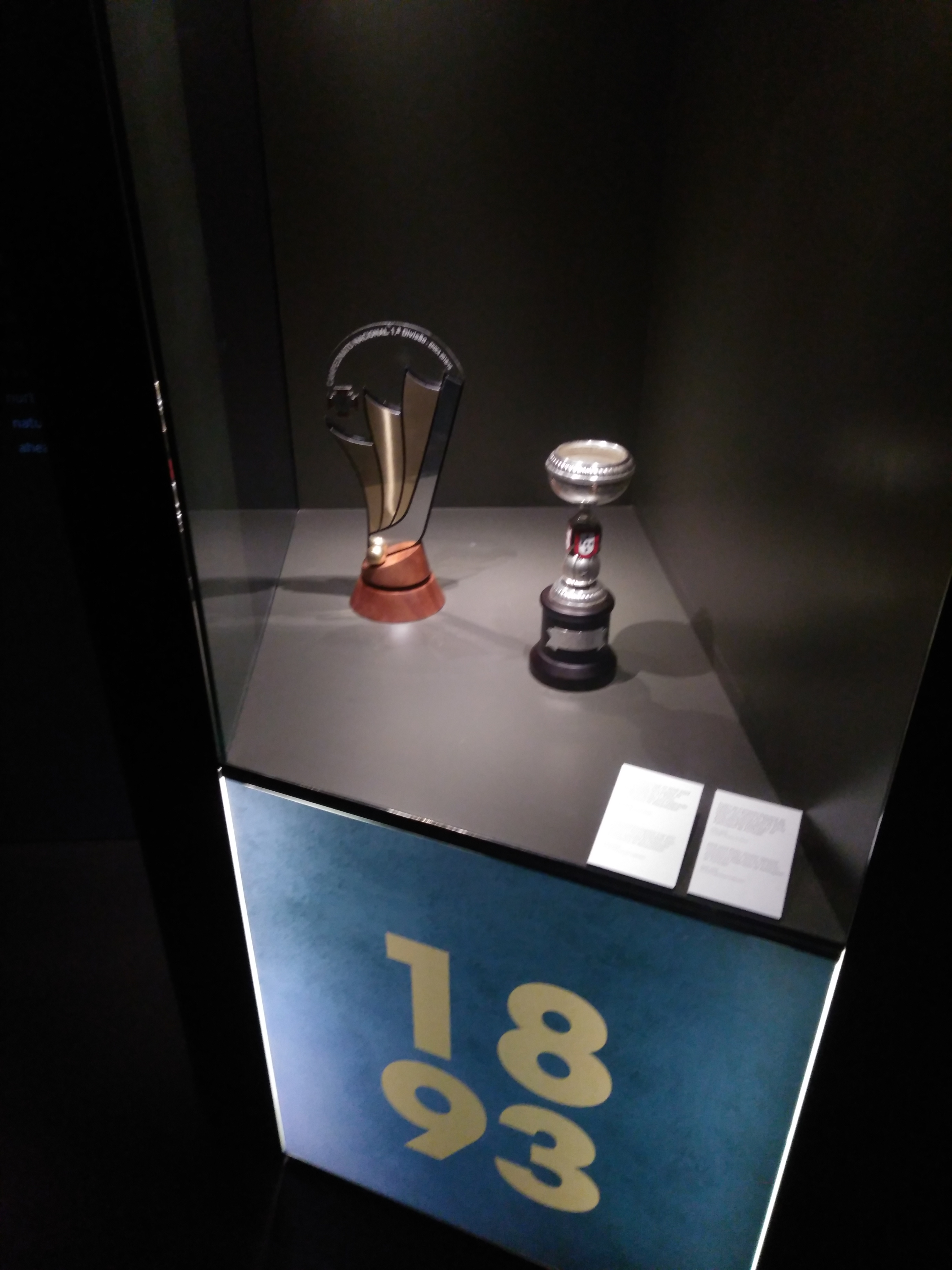
Trofeo per la vittoria della 1ª Divisão 1983.

### Competizioni nazionali
69 trofei
- Campionato portoghese: 25 (record)

1983, 1983-1984, 1984-1985, 1985-1986, 1986-1987, 1988-1989, 1989-1990, 1990-1991, 1998-1999, 1999-2000, 2001-2002, 2002-2003, 2003-2004, 2004-2005, 2005-2006, 2006-2007, 2007-2008, 2008-2009, 2009-2010, 2010-2011, 2012-2013, 2016-2017, 2018-2019, 2021-2022, 2023-2024
- Coppa del Portogallo: 19 (record)

1982-1983, 1984-1985, 1985-1986, 1986-1987, 1987-1988, 1988-1989, 1995-1996, 1997-1998, 1998-1999, 2004-2005, 2005-2006, 2007-2008, 2008-2009, 2012-2013, 2015-2016, 2016-2017, 2017-2018, 2021-2022, 2023-2024
- Supercoppa del Portogallo: 23 (record)

1983, 1984, 1985, 1986, 1987, 1988, 1989, 1990, 1991, 1996, 1998, 2000, 2005, 2006, 2007, 2008, 2009, 2011, 2013, 2016, 2017, 2018, 2019
- Elite Cup: 2 (record condiviso con il Benfica e lo Sporting CP)

2019, 2022

### Competizioni internazionali
10 trofei
- CERH European League: 3

1985-1986, 1989-1990, 2022-2023
- Coppa delle Coppe: 2

1981-1982, 1982-1983
- Coppa CERS/WSE: 2

1993-1994, 1995-1996
- Supercoppa d'Europa/Coppa Continentale: 2

1986-1987, 2023-2024
- Coppa Intercontinentale: 1

2021

## Statistiche

### Partecipazioni ai campionati
| Livello | Categoria  | Partecipazioni | Debutto | Ultima stagione |
| ------- | ---------- | -------------- | ------- | --------------- |
| 1º      | 1ª Divisão | 63             | 1957    | 2023-2024       |
| 2º      | 2ª Divisão | 2              | 1955    | 1956            |

### Partecipazioni alla coppe nazionali
| Competizione              | Partecipazioni | Debutto | Ultima stagione |
| ------------------------- | -------------- | ------- | --------------- |
| Coppa del Portogallo      | 51             | 1963    | 2023-2024       |
| Supercoppa del Portogallo | 29             | 1983    | 2022            |
| Elite Cup                 | 6              | 2016    | 2023            |

### Partecipazioni alla coppe internazionali
| Competizione                                 | Partecipazioni | Debutto   | Ultima stagione |
| -------------------------------------------- | -------------- | --------- | --------------- |
| Coppa dei Campioni/Champions League/Eurolega | 36             | 1969-1970 | 2023-2024       |
| Supercoppa d'Europa/Coppa Continentale       | 7              | 1982-1983 | 2023-2024       |
| Coppa delle Coppe                            | 4              | 1979-1980 | 1988-1989       |
| Coppa CERS/WSE                               | 4              | 1992-1993 | 1995-1996       |
| Coppa Intercontinentale                      | 4              | 1983      | 2024            |
| Coppa del Mondo per club                     | 1              | 2006      | 2006            |

## Organico 2023-2024

### Giocatori
| N° | Naz.                  | Ruolo | Sportivo            |  |  |  |
| -- | --------------------- | ----- | ------------------- |  |  |  |
| 1  | Spagna (bandiera)     | P     | Xavier Malián       |  |  |  |
| 5  | Portogallo (bandiera) | D     | Telmo Pinto         |  |  |  |
| 6  | Spagna (bandiera)     | D     | Eduard Lamas Alsina |  |  |  |
| 7  | Argentina (bandiera)  | A     | Ezequiel Mena       |  |  |  |
| 9  | Portogallo (bandiera) | A     | José Soares Costa   |  |  |  |
| 19 | Francia (bandiera)    | A     | Carlo Di Benedetto  |  |  |  |
| 24 | Portogallo (bandiera) | P     | Leonardo Pais       |  |  |  |
| 29 | Spagna (bandiera)     | A     | Roc Pujadas         |  |  |  |
| 77 | Portogallo (bandiera) | A     | Gonçalo Alves       |  |  |  |
| 78 | Portogallo (bandiera) | D     | Hélder Nunes        |  |  |  |
| 88 | Portogallo (bandiera) | D     | Diogo Barata        |  |  |  |

### Staff tecnico
- Allenatore:  Ricardo Ares

### Annotazioni
1. 1 2 3 4  Posizione in classifica e/o turno al momento dell'interruzione delle varie competizioni nelle stagioni 2019-2020 e 2020-2021 a causa del diffondersi della pandemia di COVID-19 in Europa

### Fonti
1. ↑  Il campionato nazionale non venne disputato perché la Direzione Generale dello Sport dichiarò che mancavano i mezzi logistici e finanziari per organizzare una competizione nazionale.